# 深证100R指数
深圳证券交易所100收益指数（简称深证100R指数、深证100R，英文SZSE 100 Return Index），指数代码为深交所：399004，是深圳证券交易所主要的成分指数之一，由100只规模大、市场份额高、交易活跃的股票组成，指数反映了深圳市场核心优质上市公司的股价变动走势。
深圳100R指数于2003年1月2日首次发布，主要包含了深市主板中的蓝筹价值型企业和一部分来自中小板和创业板的成长型优质企业。指数发布时简称为“深证100指数”，2006年4月24日随着以价格法计算的深证100指数的发布，为便于识别、防止混淆，简称变更为“深证100R指数”。

## 样本股标准
从在深圳交易所上市的股票中，具备下列条件的股票，按个股平均总市值占市场比重、平均自由流通市值占市场比重和平均成交金额占市场比重来评估选取：
- 非ST、*ST的A股；
- 有一定上市交易日期（一般为六个月，总市值和自由流通市值综合排名位于深圳市场前 10 名的股票不受此限制）；
- 公司最近一年无重大违规、财务报告无重大问题；
- 公司最近一年经营无异常、无重大亏损；
- 考察期内股价无异常波动。